# Pfizer
Pfizer, Inc. (/ˈfaɪzər/) este o corporație farmaceutică americană cu sediul în New York City. În 2012, a fost una dintre cele mai mari companii farmaceutice din lume și s-a clasat pe locul 57 pe lista Fortune 500 din 2018 a celor mai mari corporații din SUA după venituri totale.
Prinre altele, compania produce și comercializează preparatul Viagra și primul vaccin aprobat de FDA contra Covid-19.

## Bextra
În 2004, Pfizer a retras de pe piață analgezicul/antiinflamatorul Bextra, promovat prin mituirea unor medici, pentru multe alte afecțiuni nemenționate în prospect precum, tratarea durerilor menstruale și a artritei. Pacienții au riscat formarea unor cheaguri de sânge care au dus la atacuri de cord și la accidente vasculare cerebrale.
În 2009, Pfizer a plătit cea mai mare amendă penală din istoria SUA: 2,3 miliarde de dolari americani pentru promovarea și prescripția incorectă a unui medicament.